# サバンナ・アドベンチャー
『サバンナ・アドベンチャー』（原題：Khumba）は 2013年にリリースされた南アフリカの3Dコンピューターアニメーション映画である。

## ストーリー
セミストライプのシマウマの子馬であるクンバは、その外観が異なるため、群れに大きな驚きと驚きをもたらします。同時に、前例のない干ばつの波が国内のサバンナを襲い、飲料水が不足し始め、迷信的な悪人のグループがクンバポールの首に原因をもたらします。彼の道を勝ち取るために、恐れを知らないクンバは友達を集めて、青い水の流れが止まらない素晴らしいオアシスを求めてエキサイティングな旅に出ることにしました。途中で、特別なグループがいくつかの種類の偶然に遭遇し、サバンナの最も素晴らしい恐ろしい住民にも遭遇します。

## キャスト
※括弧内は日本語吹替。
- クンバ - ジェイク・T・オースティン（手塚祐介）
- パンゴ - リーアム・ニーソン（藤原貴弘）
- スコーク - スティーヴ・ブシェミ（高木渉）
- ママV - ロレッタ・デヴァイン
- セコ - ローレンス・フィッシュバーン（古賀明）
- ブラッドリー - リチャード・E・グラント
- トンビ - アナソフィア・ロブ（大平香奈）
- ノラ - キャサリン・テイト